# ГЕС Рок-Айленд
ГЕС Рок-Айленд — гідроелектростанція у штаті Вашингтон (Сполучені Штати Америки). Знаходячись між ГЕС Роккі-Річ (вище за течією) та ГЕС Ванапум, входить до складу каскаду на річці Колумбія, що починається в Канаді та має устя на узбережжі Тихого океану на межі штатів Вашингтон та Орегон.
Річку перекрили бетонною греблею довжиною 1097 метрів, яка утримує витягнуте по долині Колумбії на 32 км водосховище з площею поверхні 13,4 км2 та об'ємом 130 млн м3 (корисний об'єм 15,4 млн м3, що забезпечується коливанням рівня між позначками 185,6 та 186,8 метра НРМ).
У 1933-му станцію ввели в експлуатацію з чотирма турбінами потужністю по 15 МВт (наразі три з них модернізовані до показника у 20,7 МВт), до яких в 1951—1953 роках додали ще шість потужністю по 22,5 МВт. А в 1979-му запустили в роботу другий машинний зал із вісьмома турбінами потужністю по 51,3 МВт. Крім того, існує допоміжний агрегат з показником 1,2 МВт.
Турбіни першого залу відносяться до пропелерного типу, тоді як у другому встановлені бульбові. Вони використовують різницю висот між верхнім та нижнім б'єфом у 12 метрів та виробляють 2,6 млрд кВт-год електроенергії на рік.